# Моника Пуиг
Моника Пуиг Марчан (на испански: Mónica Puig Marchán, родена на 27 септември 1993 г. в Хато Рей, Сан Хуан, Пуерто Рико) е пуерториканска тенисистка и настояща олимпийска шампионка на сингъл.
Пуиг е носителка на общо шест титли от веригата на ITF в кариерата си. Има два златни медала от игрите на Централна Америка и Карибския басейн за сингъл жени, спечелени през 2010 и 2014 г., както и един сребърен медал от Панамериканските игри през 2011 г. Като девойка Пуиг стига до два финала на сингъл в турнирите от Големия шлем през 2011 г. На турнира Уимбълдън 2013 Пуиг постига най-голямата победа в своята професионална кариера, отстранявайки в първи кръг поставената под № 5 в схемата и № 5 в света Сара Ерани. През 2014 г. печели първата си WTA титла в Страсбург.
Пуиг е шампионка от първото издание на Шампионата на WTA Тур за изгряващи звезди през 2014 г. Най-високото ѝ класиране в световната ранглиста за жени е № 33, постигнато на 11 юли 2016 г.

## Кариера

### 2010
През юли, Пуиг печели златен медал от игрите на Централна Америка и Карибския басейн за сингъл жени, проведени в Пуерто Рико, побеждавайки на финала Адриана Перес.
| Изход     | Година | Домакин     | Настилка | Опонент на финала | Резултат на финала |
| --------- | ------ | ----------- | -------- | ----------------- | ------------------ |
| Шампионка | 2010   | Пуерто Рико | Твърда   | Адриана Перес     | 6 – 3, 6 – 2       |

Пуиг е поставена под № 2 на Летните Олимпийски игри за юноши през 2010 г. в Сингапур, но отпада още първи кръг от китайката Джън Сайсай в два сета, 2 – 6, 4 – 6.

### 2011
През месец януари, Пуиг печели „Loy Yang Traralgon International“ с победа над рускинята Юлия Путинцева. Пуиг участва и на Аустрелиън Оупън за девойки, където достигна до финала, но го загуби от белгийката Ан-Софи Местах. Пуиг получава уайлд кард за квалификациите на Бе Ен Пе Париба Оупън 2011 в Индиън Уелс. В първи кръг отстранява Ан Кеотавонг, но след това е елиминирана от Сорана Кърстя в три сета, 6 – 3, 4 – 6, 1 – 6. През май, играе и за титлата на Ролан Гарос за девойки, но губи и втория си такъв финал от Голям шлем, този път от представителката на Тунис Унс Джабир.
| Изход      | №  | Година | Турнир           | Настилка | Опонент на финала | Резултат на финала   |
| ---------- | -- | ------ | ---------------- | -------- | ----------------- | -------------------- |
| Финалистка | 1. | 2011   | Аустрелиън Оупън | Твърда   | Ан-Софи Местах    | 4 – 6, 2 – 6         |
| Финалистка | 2. | 2011   | Ролан Гарос      | Клей     | Унс Джабир        | 6 – 7(8 – 10), 1 – 6 |

Пуиг спечели сребърен медал от Панамериканските игри през 2011 г. След победа над американката Кристина Макхейл в полуфиналите, Пуиг губи битката за златния медал от друга американска тенисистка – Ирина Фалкони.
| Изход      | Година | Домакин | Настилка | Опонент на финала | Резултат на финала |
| ---------- | ------ | ------- | -------- | ----------------- | ------------------ |
| Финалистка | 2011   | Мексико | Твърда   | Ирина Фалкони     | 3 – 6, 2 – 6       |

### 2012
Още в началото на годината, заемаща № 213 в света, Пуиг взема участие в WTA турнира Ей Ес Би Класик 2012 в Окланд, Нова Зеландия. Тя печели два от мачовете си в квалификациите, но губи в последния кръг от номер 145 в света Каролина Плишкова. На 16 януари, Пуиг участва и в квалификациите на Аустрелиън Оупън 2012, като заема 209-ото място в световната ранглиста. Отпада още втори кръг от Кирстен Флипкенс, 5 – 7, 3 – 6.
През следващия месец, Пуиг играе в квалификациите на два турнира от тура на WTA – в Богота и Монтерей, но не успява да стигне до основната схема на нито един от двата турнира. Тя получава уайлд кард за квалификациите на големия турнир Бе Ен Пе Париба Оупън в Индиън Уелс, но във втори кръг е отстранена от световната номер 66 Елени Данилиду.

### 2013
В началото на годината, на турнира Бризбейн Интернешънъл 2013, Пуиг започва от квалификациите и стига до втори кръг в основната схема, където е победена от четвъртата поставена Анжелик Кербер с тайбрек в третия сет, 6 – 3, 4 – 6, 6 – 7(7 – 9).
През февруари участва на турнирите Оупън Же Де Еф Сюез 2013 и Ю Ес Нешънъл Индор Тенис Чемпиъншипс 2013, но и в двата отпада още в квалификациите.
През месец март, Пуиг участва в двата големи турнира от категория Задължителни висши – Бе Ен Пе Париба Оупън 2013 и Сони Оупън Тенис 2013. Отпада и в двата турнира още в първия кръг.
През април, Пуиг играе на зеления клей на турнира Фемили Съркъл Къп 2013, но е спряна във втори кръг от бившата № 1 Винъс Уилямс. След това участва и в Порше Тенис Гран при 2013, където прекратява участието си още в квалификациите. На следващия си турнир, Пуиг достига до първия си четвъртфинал на ниво WTA в Ещорил Оупън 2013, където играе като щастлива губеща. Тя побеждава 8-ата поставена и бивша номер 15 в света Юлия Гьоргес в първи кръг, а след това отстранява и бившата шампионка от Ролан Гарос Франческа Скиавоне във втори кръг. На четвъртфиналите губи в мача си срещу поставената под номер 4 испанка Карла Суарес Наваро.
След добрите си представяния, на 6 май Пуиг прави своя дебют в първите 100 на света, изкачвайки се до № 95 в ранглистата за жени.
На турнира Ролан Гарос 2013, Пуиг отстранява в първи кръг световната № 11 Надя Петрова в три сета, 3 – 6, 7 – 5, 6 – 4. След още една победа – този път над Мадисън Кийс във втория кръг, Пуиг приключва участието си на Ролан Гарос в трети кръг, където отстъпва на Карла Суарес Наваро с 4 – 6, 5 – 7.
На 10 юни Пуиг записва своето рекордно място в световната ранглиста – № 65. В седмицата преди началото на Уимбълдън, Пуиг участва на първия си турнир на тревна настилка за годината в Истборн, Великобритания. Във втория кръг на квалификациите претърпява загуба от американката Мелани Уден с 0 – 6, 4 – 6. В първи кръг на Уимбълдън 2013, Пуиг постига най-значимата си победа, надигравайки петата поставена в схемата Сара Ерани с 6 – 3, 6 – 2. Във втори кръг Пуиг записва победа над испанката Силвия Солер Еспиноса в 3 сета, а в трети кръг преодолява квалификантката от Чехия Ева Бирнерова отново в 3 сета. Но в мача си от четвърти кръг отстъпва на американката Слоун Стивънс в три сета, 6 – 4, 5 – 7, 1 – 6. В резултат на достигането си до осминафиналите на Уимбълдън 2013, Пуиг се изкачва до № 49 в световната ранглиста за жени.
През месец юли Пуиг се включва в турнира Открито първенство на Южна Калифорния 2013. Още в първи кръг е елиминирана от представителката на домакините Бетани Матек-Сандс в три сета, 6 – 2, 1 – 6, 2 – 6.
През август Пуиг преминава квалификациите на Уестърн енд Съдърн Оупън 2013, но в първи кръг на основната схема отстъпва на друга квалификантка – Южени Бушар, с 3 – 6, 4 – 6. През следващата седмица преодолява и квалификациите на Ню Хейвън Оупън 2013 и записва победа в първи кръг на основната схема срещу Сие Су-вей със 7 – 6(7 – 4), 6 – 1. Във втори кръг губи от Клара Закопалова. В последния турнир от Големия шлем за годината US Open 2013 Пуиг отпада още в първи кръг след загуба в три сета срещу Алиса Клейбанова. Следва участие в Гуанджоу Интернешънъл Уименс Оупън 2013, където Пуиг в мач от четвъртфиналите е отстранена от преминалата квалификации Ваня Кинг с 6 – 1, 5 – 7, 6 – 7. След това тя играе на Торай Пан Пасифик Оупън 2013, но отпада още в първи кръг след загуба с 0 – 6, 4 – 6 от Бушар. В големия турнир Чайна Оупън 2013 Пуиг отстъпва в първия си мач на квалификантката Полона Херцог. Поставена под номер 8 на Ейч Пи Оупън 2013, Пуиг губи във втори кръг от Куруми Нара, 5 – 7, 6 – 7.

### 2014
През месец май Пуиг триумфира с първата си WTA титла на турнира в Страсбург. През октомври печели дебютното издание на Шампионата на WTA Тур за изгряващи звезди без да загуби мач, като във финалната среща надиграва Джън Сайсай.
| Изход     | Година | Турнир                         | Настилка | Опонент на финала | Резултат на финала |
| --------- | ------ | ------------------------------ | -------- | ----------------- | ------------------ |
| Шампионка | 2014   | Шампионат на WTA Тур, Сингапур | Твърда   | Джън Сайсай       | 6 – 4, 6 – 3       |

През ноември Пуиг печели златен медал на сингъл от игрите на Централна Америка и Карибския басейн, а във финалния двубой преодолява съпротивата на представителката на домакините Ана София Санчес.
| Изход     | Година | Домакин | Настилка | Опонент на финала | Резултат на финала |
| --------- | ------ | ------- | -------- | ----------------- | ------------------ |
| Шампионка | 2014   | Мексико | Твърда   | Ана София Санчес  | 6 – 2, 6 – 1       |

## Финали на турнири отWTA Тур

### Сингъл: 3 (2 – 1)
| Легенда                              |
| ------------------------------------ |
| Турнири от Големия шлем (0 – 0)      |
| Олимпийски игри (1–0)                |
| Шампионат на WTA Тур (0 – 0)         |
| Задължителни Висши & Висши 5 (0 – 0) |
| Висши (0 – 1)                        |
| Международни (1 – 0)                 |

| Финали по настилка |
| ------------------ |
| Твърда (1 – 1)     |
| Трева (0 – 0)      |
| Клей (1 – 0)       |
| Мокет (0 – 0)      |

| Изход      | №  | Дата           | Турнир                                         | Настилка | Опонент               | Резултат      |
| ---------- | -- | -------------- | ---------------------------------------------- | -------- | --------------------- | ------------- |
| Шампионка  | 1. | 24 май 2014    | Интернасионо дьо Страсбург, Страсбург, Франция | Клей     | Силвия Солер Еспиноса | 6–4, 6–3      |
| Финалистка | 1. | 15 януари 2016 | Апия Интернешънъл Сидни, Сидни, Австралия      | Твърда   | Светлана Кузнецова    | 0–6, 2–6      |
| Шампионка  | 2. | 13 август 2016 | Олимпийски игри, Рио де Жанейро, Бразилия      | Твърда   | Анджелик Кербер       | 6–4, 4–6, 6–1 |